# Musée de la Tour des Prisons
Le Musée de la Tour des Prisons est un musée situé à Lunel, commune du département français de l'Hérault.
Située aujourd’hui dans le centre historique du village, la tour de 16 mètres de haut a été construite au XIe siècle dans le cadre d’un barrage et a servi à protéger la Porte Notre-Dame. Pendant les guerres de religion du XVIe siècle, elle a été transformée en prison, une fonction qu’elle a gardée jusqu’en 1917. Le bâtiment a été classé en 1998 en tant que monument historique sous la protection des monuments.
Après plusieurs mois de rénovation, la tour a été inaugurée le 20 septembre 2014 en tant que musée. On peut visiter les anciennes cellules de la prison et la salle de garde à l’étage. Plus de 300 graffitis d’anciens prisonniers ont été conservés dans les pièces.
L’exposition présente également divers objets de tous les jours trouvés lors de fouilles sur le site, en particulier dans les prisons. Ce sont notamment des billes, des coupures de journaux, des barriques d’encre, des cubes, des ciseaux, des boutons, des chaussures, des pipes en argile ou en bois, des fermoirs et des chiffons.